# Robert Boudet
Pour les articles homonymes, voir Boudet.
Robert Boudet est un écrivain français, né à Vichy le 20 août 1941 et mort  à Coubron le 17 février 1994.

## Biographie
Enseignant, il est également poète par passion, auteur de romans, de contes et de pièces de café-théâtre. Il est aussi acteur et metteur en scène au théâtre La Cour des Potiers au Raincy, et a écrit pour le théâtre, la radio et la télévision. Proche de la jeunesse (il a animé des groupes de jeunes pendant de nombreuses années), il a également écrit de nombreux livres pour enfants. Il est mort quelques jours avant la publication du second volet des aventures de Max Ralentir : collège hanté !.

## Œuvre
- Les Voyages fous, fous, fous d'Alexis, Père Castor Flammarion, Castor poche - 2004
- L'Extraordinaire Aventure de M. Potiron, Illustrateur : Pierre Bouillé, Nathan, Demi-Lune - 2003/1996
- Objectif terre !, Milan, Milan Poche Junior - 1999
- Bon anniversaire Barbaclou, Illustrateur : Rémi Saillard, Nathan - 1996
- Coups de théâtre, Illustrateur : Marc Daniau, Milan - 1995
- La maîtresse a disparu, Illustrateur : Rémi Saillard, Epigones - 1994
- La Ballade d'Aïcha, Nathan, Arc-en-poche - 1994
- Ralentir collège hanté, Illustrateur : Serge Bloch, Casterman - 1994
- Le Roi des animaux, Illustrateur : Volker Theinhardt, Epigones - 1993
- Le Royaume des ogres, Illustrateur : Eric Provoost, Nathan - 1993
- Les Mille et une vie de Léon Carmet, Illustrateur : Philippe-Henri Turin, Milan, Zanzibar - 1992
- Bastille mon amour, Illustrateur : Jacques Ferrandez, Bayard jeunesse - 1992
- Drôle de fantôme, Illustrateur : Schickler Mérel, Nathan - 1992
- La Tache blanche, Illustrateur : S. Léonard, Mango jeunesse - 1991
- Les Bêtises de Zoé, Illustrateur : S. Léonard, Mango jeunesse - 1991
- Mon prof est un espion, Illustrateur : Serge Bloch, Casterman - 1991
- Objectif terre, Milan - 1990
- La Petite Bête, Illustrateur : Philippe Dumas, L’École des Loisirs - 1989
- La Langue au chat, Illustrateur : Bernard Jeunet, L’École des Loisirs, Neuf - 1986
- Farces et Fabliaux du Moyen Âge, L’École des Loisirs - 1985
- Fabliaux du Moyen Âge, L’École des Loisirs, Médium - 1982
- Des bulles dans l'encrier, Éditions Vrac - 1981